# 河堀稲生神社
河堀稲生神社（こぼれいなりじんじゃ）は、大阪市天王寺区大道にある神社。旧社格は村社。

## 祭神
- 宇賀魂大神（うかのみたまのおおかみ）
- 崇峻天皇（すしゅんてんのう）
- 素盞嗚尊（すさのおみこと）

## 歴史
古代・景行天皇の時代、当時昼ヶ丘と呼ばれていたこの地に稲生の神を祀ったのが最初とされている。聖徳太子が四天王寺を建立した際に社殿が造営され、崇峻天皇を合祀して四天王寺七宮の一つに数えられた。
続日本紀によれば、延暦7年（788年）3月、摂津大夫・和気清麻呂が農業の振興と水害の防止を目的に、摂津国と河内国の国境に河川を築いて西方の海に流し込む大規模土木事業を提案し、工事の安全を祈願した。この工事を境に、付近一帯の地名表記は古保礼から河堀と改まった。
江戸時代初期、片桐且元の寄進により壮麗な権現造の拝殿に改まった。元禄2年（1689年）、素盞嗚尊を勧請し合祀する。
1907年（明治40年）、かつて大阪城内の屋敷の鎮守であってとされる清水谷の稲荷神社を合祀して、現在の社名に改まった。1945年（昭和20年）の大阪大空襲により江戸時代からの壮麗な社殿は焼失。現在の建物は1950年（昭和25年）に再建されたものである。

## 現地情報
所在地
- 大阪府大阪市天王寺区大道3-7-3

交通アクセス
- 最寄駅：JR大阪環状線寺田町駅下車後、徒歩約5分（西へ約400m）